# منطقه حفاظت‌شده یاری قاری
منطقهٔ حفاظت‌شدهٔ یاری قاری یک منطقهٔ حفاظت‌شده با مساحت ۷۲۲۱۳ هکتار است که در استان آذربایجان شرقی در ایران قرار دارد. این منطقهٔ حفاظت‌شده طبق مصوبهٔ شمارهٔ ۷۸۶ در تاریخ ۹۹/۱۱/۰۶ در فهرست مناطق تحت حفاظت سازمان محیط زیست ایران قرار گرفت.